# 再生式熱交換器
再生式熱交換器（さいせいしきねつこうかんき）または単に再生器とは、熱交換器の一種であり、高熱の物体から媒体となる物体に一度熱を預け、その後その熱を低温の物体に移動させるタイプのものである。下記の通りスターリングエンジンに使用されるほか、高温の機体と低温の機体を交互に当てる回転再生式熱交換器が知られている。

## スターリングエンジンにおける再生式熱交換器
スターリングエンジンにおいて再生式熱交換器は重要な部品である。高温側から低温側に流れるガスの熱を熱交換器が預かり、低温側から高温側にガスが流れるとき預けた熱を使用することによって、互いのガスの温度変化を低く抑え、スターリングエンジンの出力を向上させる。実験室においては多数の金網を重ねて熱交換器とすることが多いが、実用的なエンジンでは一個の物体として形成されたものが用いられるようである。